# Epiprokt
Als Epiprokt (von altgriechisch έπί epi, deutsch ‚auf, dazu, nach‘ und altgriechisch πρωκτός prōktos, deutsch ‚After‘) wird die unpaare dorsale Platte des elften Hinterleibssegmentes der Insekten bezeichnet. Bei den meisten Insekten existiert von dieser nur ein kleiner Rest, der gemeinsam mit den Paraprokten spangenartig den After sowie den aus dem Telson gebildeten Endring (Periprokt) umgibt, bei vielen ursprünglichen Insekten sind alle drei Platten (gemeinsam als Analklappen bezeichnet) auch noch sehr gut ausgebildet.
Eine besondere Funktion übernehmen sie gemeinsam mit dem Paraprokten bei den Larven der Kleinlibellen (Zygoptera). Hier sind alle drei Sklerite zu blattförmigen Tracheenkiemen ausgezogen und dienen der Atmung im Wasser.

## Belege
1. ↑  Herder-Lexikon der Biologie. CD-ROM. Spektrum Akademischer Verlag, Heidelberg 2003, ISBN 3-8274-0354-5, Stichwort „Epiproct“.
2. 1 2  Herder-Lexikon der Biologie. CD-ROM. Spektrum Akademischer Verlag, Heidelberg 2003, ISBN 3-8274-0354-5, Stichwort „Paraproct“.
3. ↑  Herder-Lexikon der Biologie. CD-ROM. Spektrum Akademischer Verlag, Heidelberg 2003, ISBN 3-8274-0354-5, Stichwort „Analklappen“.